# Chaim Yisroel Eiss
Chaim Yisroel Eiss (1876-1943, hebrejsko חיים ישראל אייז) je bil aktivist organizacije Agudath Israel in pisatelj. Leta 1912 je bil med ustanovitelji Agudath Israela. Med prvo svetovno vojno je rabin Eiss vzpostavil sistem pomoči, ki je lociral begunce, ugotovil, kaj najbolj potrebujejo, in zbral potrebna sredstva. Med drugo svetovno vojno je deloval v imenu Judov v okupirani Evropi in bil član Ładośeve skupine.

## Osebno življenje
Chaim Yisroel Eiss se je rodil v Galiciji, Avstro-Ogrska, v kraju Ustrzyki Dolne, danes na Poljskem, kot eden od 11 otrok rabina Mosheja Nissana Eissa in njegove žene Myria, por. Kessler. Bil je edini izmed otrok, ki je preživel epidemijo davice, bolezni, za katero takrat ni bilo zdravljenja. Po smrti drugih otrok je njegov oče rabin Moshe Nissan Eiss odpeljal mladega Yisroela k sadigorskemu rabinu, ki ga je blagoslovil in mu dal dodatno ime, Chaim. 
Eiss ni dobil splošne izobrazbe. "V poznejših letih sem se sam učil pisati. Nisem se naučil nobene obrti, saj je oče hotel, da postanem rabin. Zaradi tega sem kasneje zaključil le judovski religiozni študij", je izjavil leta 1943. Leta 1900 se je preselil v Švico in prišel v Zürich, kjer je želel študirati. Ker pa ni imel denarja, je začel delati kot prodajalec od vrat do vrat. Kasneje, leta 1901, je Eiss pridobil svojo trgovino. 
Kasneje se je poročil z Adele Holles. Par je imel 10 otrok. 

## Agudath Israel
Eiss je bil ustanovni član organizacije Agudath Israel in eden njegovih glavnih aktivistov. Deloval je večinoma iz zakulisja in vsak predlog, ki je bil predsedstvu vložen v ratifikacijo, je bil najprej predstavljen njemu. 
Med prvo svetovno vojno je Eiss vzpostavil velik sistem pomoči, ki je lociral begunce, ugotovil, kaj najbolj potrebujejo, in zbral potrebna sredstva. 
Eissu so takratni vodilni rabini zaupali vodstvo vseh švicarskih skladov Agudath Israela. Ti vključujejo Sklad za pomoč sirotam, Sklad dežele Izrael Ješiva ter poljski in litovski sklad Ješiva. Prejemal je prispevke z vsega sveta in denar nakazal prejemnikom. 
Eiss je bil pisatelj in je objavil publikacijo Agudath Israela z naslovom Haderech. Vse članke je napisal sam in bil osebno odgovoren za tiskanje in distribucijo. Redno je prispeval članke v Agudath Israelov tednik z naslovom Kol Yisrael, ki so ga tiskali v Jeruzalemu in ga uporabljal za izražanje svojih mnenj prebivalstvu Dežele Izrael. 

## Reševalno delo
Eiss je živel v Švici, ki je bila med drugo svetovno vojno nevtralna, zato je lahko služila kot vez med ljudmi, ki živijo v državah pod nacistično okupacijo in prebivalci svobodnega sveta. Informacije in prošnje za pomoč je prenašal v pisarne Agudath Israela v Londonu, New Yorku in Istanbulu ter olajšal prenos denarja, osebnih fotografij in prošenj za iskanje družinskih članov v Evropi. Prejel je na stotine pisem iz okupiranih držav in bil eden prvih, ki so dobili jasno sliko grozodejstev, ki so se tam dogajala. 
Ko ga je maja 1943 zaslišala švicarska policija, je Eiss priznal, da je skupaj s poljskimi diplomati nezakonito pridobil ponarejen potni list od podkupljivega častnega konzula Paragvaja Rudolfa Huglija. "Vedno se obrnem na poljskega konzula Rokickega, ki nato stopi v stik s paragvajskim konzulom Hüglijem v Bernu, ki izda dokumente. Potem mora Rokicki gospodu Hügliju plačati neko vsoto. Potem se potrdila pošljejo na Poljsko v izvirniku, potni listi pa morajo biti fotokopirani in kopije notarsko overjene." Eiss je nato pridobil kopije potnih listov, verjetno prek poljsko-judovskega diplomata Juliusza Kühla, desne roke poljskega odposlanca Aleksandera Ładośa, in jih pretihotapil v nemško okupacijsko območje na Poljskem. Pisma vsebujejo potrdila, da je neka oseba dobila paragvajsko državljanstvo. V mnogih primerih je Eiss kot pošiljatelje navedel imena svojih znancev, da bi se prepričal, da njegovo lastno ime ni bilo razkrito cenzorskim organom. "Vsi naslovniki so bili po veri Judje, živeči v Varšavi in Będzinu“, je izjavil. 
Nosilci paragvajskih potnih listov bi bili nameščeni v internacijska taborišča v okupirani Franciji in Nemčiji, namesto da bi jih pošiljali v uničevalna taborišča. Tako jih je na stotine uspelo vojno preživeti. Leta 1944 je Poljska prisilila Paragvaj, da začasno prizna veljavnost potnih listov. 
Komunikacijski sistem, ki ga je Eiss vzpostavil za tihotapljenje dokumentov, je bil zapleten in ne brez nevarnosti. Neuradno poštno storitev so opravljali ne-judovski prebivalci okupiranih držav, ljudje, ki jih je v svojih pismih označil za čiste Arijce. Frazeologija, ki je bila uporabljena, je bila zasnovana tako, da je cenzorji niso razumeli, medtem ko so jo prejemniki razumeli. Primer tega lahko vidimo v pismu, ki ga je v zgodnji fazi napisal ameriški izpostavi Agudath Israela, še preden so se ljudje zavedali prizadevanj nacistov za iztrebljanje. V njem je bilo zapisano: "Naš prijatelj Rav Alexander Susha Friedman mi je v imenu gospoda Mekayema Nefesha napisal zahvalo," in da je "gospod Chalelei Raav (ki umirana od lakote) stalni gost v domovih naših prijateljev."
Včasih je bil lahko bolj ekspliciten in je pisal londonski izpostavi Agudath Israela: "Položaj naših francoskih bratov in še več, naših poljskih bratov, se vsak dan slabša. V Varšavi umre 6000 Judov na mesec, večinoma od lakote."
Na stotine, morda na tisoče ljudi je preživelo zaradi Eissovega prizadevanja, vendar to niso bili edini ljudje, ki jim je pomagal. Njegove dejavnosti so tisočem Judov, ujetih v okupirani Evropi, dajale upanje. 
Eiss je umrl novembra 1943. Preživela ga je žena in osem od desetih otrok. 
Arhiv Eiss, ustvarjen leta 2019, je poimenovan po njem.

## Politični nazori
Eiss je bil kritičen do religioznega sionističnega gibanja Mizrachi. Zapisal je, da Mizrachi svojih otrok niso učil Tore, ampak so imeli novo religijo, religijo delavstva. Po Eissovem mnenju je bil edini razlog, da so se Mizrachi pridružili sionistom, da so imeli denarno korist. 
Eiss je bil kritičen tudi do posvetnega izobraževalnega sistema. Napisal je, da "Štirideset tisoč otrok našega naroda se izobražuje v šolah, ki so takšne, da otroci iz njih ne bodo prišli kot apikorsimi (heretiki), ker ne bodo poznali dovolj Tore, da bi se lahko uprli proti njej, ampak se bodo izkazali za ignorante."